# 9.0: Live
9.0: Live es el primer álbum en vivo de la banda estadounidense de metal alternativo Slipknot. La banda grabó este álbum doble durante la gira mundial en el 2004-2005, la cual promocionaba su tercer trabajo de estudio Vol. 3: (The Subliminal Verses).  Lanzado por Roadrunner Records el 1 de noviembre de 2005, 9.0 Live incluye canciones de sus tres primeros discos: Slipknot, Iowa, y Vol. 3: (The Subliminal Verses). 9.0: Live apareció y lideró el top 20 de Australia y Estados Unidos y, fue certificado oro en este último. La recepción en la crítica fue mayormente positiva, siendo llamado por Adrien Begrand de PopMatters un "muy digno álbum en directo".

## Grabación y producción
Después de la producción de su segundo DVD Disasterpieces, la banda se vio inspirada en producir un DVD en vivo después de ser notificados de lo bien que se escuchaban en vivo. Dos años después, en 2004 Slipknot promocionaba Vol.3 (The Subliminal Verses), en un tour mundial donde realizaron 233 conciertos a través de 34 países en 28 meses, el álbum en vivo fue grabado durante este tour. Las canciones para el 9.0: Live fueron tomadas de las interpretaciones en Singapur, Tokio, Osaka, Las Vegas, Phoenix, Nueva York, y Dallas.
El percusionista Shawn Crahan dijo que la banda hizo un esfuerzo para prestar más atención a los detalles de lo habitual durante la gira, señalando: "Cuando tienes un micrófono colgando de ti en cada nota, tiendes a dar el 115 por ciento en vez del 110". El álbum comienza con una introducción vocal en escena que fue grabada antes de un concierto, informando a la audiencia que no se haría la presentación, en un esfuerzo para incitar a la ira de la multitud. 9.0 incluye canciones de sus primeros tres álbumes, además de una rara canción "Purity", la que fue eliminada de su disco debut debido a cuestiones de derechos de autor. También contiene canciones raramente tocadas en vivo como "Iowa", "The Nameless", "Three Nil", así como la primera y única ejecución en vivo de la canción "Skin Ticket".

## Promoción
Antes del lanzamiento del álbum, una muestra de la grabación en vivo de "The Nameless" fue puesta a disposición en Internet a través del sello discográfico de la banda. La banda asistió a una sesión de firma de autógrafos, en la tienda Best Buy en Nueva York el día del lanzamiento de 9.0: Live. Un video musical con la grabación en vivo de "The Nameless" fue creado para promover el álbum. El jefe de marketing de Roadrunner Records, Bob Jonhsen, declaró que el precio de "9.0: Live" se redujo en un esfuerzo por dar un "valor añadido", siendo esto un disco doble de "dos horas de música por el precio de una". Jonhsen continuó, afirmando que como la mayoría de los álbumes en vivo, 9.0: Live "Estaba centrado en el grupo más duro de aficionados. Es un una inmersión completa en la banda." El folleto del álbum posee 24 páginas, la mayoría con fotos de los miembros de la banda.

## Recepción
La recepción de la crítica hacia 9.0 fue generalmente positiva. En la revisión de Allmusic, Johny Loftus comentó que la relación de la afición y Slipknot es "lo que unifica las actuaciones" en el live álbum. Dijo que a lo largo de la historia de la banda, nunca se han comprometido, y que se habían convertido en "estrellas del metal de la manera real, a través de incesantes giras, que abarca el apoyo entusiasta, y escrito algunas canciones verdaderamente brutales. Por el lado de Rolling Stone el crítico fue Christian Hoard quién reseña que el álbum se asemeja a un "Motörhead de la nueva escuela", con un Rap-metal siendo forjado con grandes riffs a las velocidades del Punk. Adrien Begrand de PopMatters llamó a 9.0: Live un "muy digno álbum en directo", y felicitó a la banda por lograr el éxito de la "manera pasada de moda, la construcción de una sólida reputación con un acto extremadamente potente en vivo.
9.0: Live debutó en la 17.ª posición en el Billboard 200 en los Estados Unidos, vendiendo 42.000 copias en su primera semana. El álbum también se estrenó entre los 50 primeros en otros cinco países. El 9 de diciembre de 2005, la RIAA certificó 9.0: Live como oro en los Estados Unidos.